# ARCANA PROJECT
ARCANA PROJECT（アルカナプロジェクト）は、日本の女性6人組ボーカルアイドルグループ。ディアステージとランティスとが共同でプロデュースを手掛ける。

## 概要
タロットカードをベースにした世界観をモチーフとしており、各メンバーには担当カラーではなくタロットカードが割り当てられているほか、楽曲やライブにもタロットカードの名称に由来する名称が採用されている。

## 略歴
2019年
- 12月15日、「ディアステージ」と「ランティス」による、新たな女性ユニットプロジェクト「ARCANA PROJECT」の始動が発表[3]

2020年
- 1月18日、東京・表参道GROUNDにて『ARCANA PROJECT お披露目ライブ 〜0th Oracle〜』を開催[4]。
- 2月2日、東京・Mt.RAINIER HALL SHIBUYA PLEASURE PLEASUREにて初主催ライブ『ACE of CUPS vol.1』を開催[5]。
- 3月25日、プレデビューシングル「ACE of WONDS」をリリース[6]。
- 9月9日、メジャーデビューシングル「カンパネラ響く空で」をリリース（TOKYO MX『モンスター娘のお医者さん』主題歌）[7]。

2021年
- 2月3日、公式サイトをリニューアルしファンクラブも設立[8]。
- 2月10日、2ndシングル「夢で世界を変えるなら」をリリース（AT-X『回復術士のやり直し』エンディングテーマ）[9]。
- 3月20日、佐々木麻衣の卒業を発表[10]。
- 7月14日、3rdシングル「たゆたえ、七色」をリリース（ピーエーワークス新作オリジナルアニメーション『白い砂のアクアトープ』第1クール主題歌）[11]。
- 10月27日、4thシングル「とめどない潮騒に僕たちは何を歌うだろうか」をリリース（『白い砂のアクアトープ』第2クール主題歌）[12]。
- 10月31日、東京・恵比寿リキッドルームにて初のワンマンライブ『1st One-Man LIVE“Sacre de L'ARCANA PROJECT”』を開催[13]。

2022年
- 4月29日・5月1日、初の東阪ツアー「新版アルカナ概論」を開催[14]。
- 5月21日、配信限定シングル「革命敵レイメイ」をリリース（コミックス『もののがたり』コラボPV挿入歌）[15]。
- 8月6日、TOKYO IDOL FESTIVAL 2022に出演[16]。
- 8月24日、初アルバム『創世記』をリリース[17]。
- 8月28日、『Animelo Summer Live 2022 -Sparkle-』に出演[18]。
- 9月18日・10月2日、東名ツアー「アルカナ創世記」を開催[19]。

2023年
- 1月25日、5thシングル「恋衣」をリリース（BS11『もののがたり』第一章オープニングテーマ）[20]。
- 5月12日 - 14日、虹のコンキスタドールと合同台湾ツアーを開催[21]。
- 8月23日、6thシングル「ユリイカ」をリリース（テレビ東京系列『SYNDUALITY Noir』第1クールエンディングテーマ）[22]。
- 2023年9月16日、東京キネマ倶楽部にてARCANA PROJECT ONE-MAN LIVE「Eureka!」を開催[23]。

2024年
- 3月13日、7thシングル「アイレ」をリリース（『SYNDUALITY Noir』第2クールオープニングテーマ）[24]。
- 3月15日より、ARCANA PROJECT ONE-MAN LIVE TOUR 2024『迎えにゆくよ』を開催[25]。
- 6月29日、空野青空の卒業を発表[26]。
- 7月21日、8thシングル「メラメラ」をリリース（テレビ東京系列『ウルトラマンアーク』前期エンディングテーマ）[27]。
- 8月31日、東京・西川口Heartsにてタイアップ楽曲縛りワンマンライブ『GATE of ARCANA』を開催[28]。
- 10月24日、東京・SHIBUYA PLEASURE PLEASUREにて4th ANNIVERSARY CONCERT『ARCANA SYMPHONIA』を開催[29]。
- 12月25日、9thシングル「ミチカケ」をリリース（テレビ東京系列『ウルトラマンアーク』後期エンディングテーマ）[30]。

2025年
- 3月20日より、全国ツアー『ARCANA CARAVAN』を開催[31]。
- 4月29日、東京・代官山UNITで開催した『ARCANA CARAVAN』ツアーファイナル東京公演のアンコールステージにて、新メンバー蔀祐佳、吉乃櫻の加入をサプライズで発表[32]。
- 5月14日、配信限定シングル「空蝉に鳴る」をリリース（スマートフォン向けゲーム『もののがたり～異界ノ契～』オリジナル主題歌）[33]。
- 6月20日、アニソン合唱プロジェクト『ChoieL』第3回オンラインコンクール公式アンバサダーに就任[34]。
- 6月23日、配信限定シングル「キミのイチ推しありますか / Ruby Ruby」をリリース（オリジナルIP『LINK TRAVELERS』の第2弾イメージ・ソング）[35]。

## メンバー
| 名前                      | 愛称            | タロットカード | 誕生日                | 出身         | 課外活動                                                                              | 備考 |
| ------------------------- | --------------- | -------------- | --------------------- | ------------ | ------------------------------------------------------------------------------------- | --- |
| 桜野 羽咲 さくらの うさ   | うーちゃん      | 女帝           | 1995年1月11日（30歳） | 東京都       | アルカナらーめん部 アルカナお嬢様部 クリエイター集団「もちはだまる（仮）」            | 元・妄想キャリブレーション ソロ歌手やでんぱ組.incの相沢梨紗とのボーカルユニット「LAVILITH」のメンバーとしても活動            |
| 相田 詩音 あいだ しおん   | しおぴ アイーダ | 審判           | 1998年4月8日（27歳）  | 中国・四川省 | DS☆ゲーム部 アルカナらーめん部 アルカナお嬢様部 愉快三人衆                            | TVアニメ『可愛ければ変態でも好きになってくれますか?』インスパイアードアルバムの歌唱を担当し、シンガーデビュー 早稲田大学出身 |
| 花宮 ハナ はなみや はな   | ハナハナ        | 魔術師         | 2000年9月25日（24歳） | 東京都       | DSPM人狼部 アルカナらーめん部                                                         | 元・BiS（トリアエズ・ハナ） 2019年11月に公開された映画「FIND」に出演し、女優デビュー                                         |
| 天野 ひかる あまの ひかる | ﾋｶﾙﾁｬﾝ          | 星             | 2003年6月27日（22歳） | 東京都       | アルカナすいえいぶ アルカナお嬢様部 愉快三人衆 クリエイター集団「もちはだまる（仮）」 | ディアステージ × ランティスによるグループオーディションを勝ち抜き加入 趣味は映画鑑賞（これまでに観た映画は1000本以上）       |
| 蔀 祐佳 しどみ ゆうか     | しどみん        | 恋人           | 2001年8月19日（23歳） | 茨城県       |                                                                                       | 2025年4月29日加入 元・リルネード 電音部（日高零奈 役）の活動も兼任                                                           |
| 吉乃 櫻 よしの さくら     | さくらちゃん    | 愚者           | 2005年4月25日（20歳） | 奈良県       |                                                                                       | 2025年4月29日加入 元・MY First Bae's                                                                                         |

### 旧メンバー
- 佐々木 麻衣（モチーフタロット：世界） - 2021年3月20日付で卒業[10]
- 空野 青空（モチーフタロット：運命の輪） - 2024年6月29日付で卒業[26]。

## 作品

### 配信限定シングル
| 発売日        | タイトル                             | 収録曲                             | 備考 |
| ------------- | ------------------------------------ | ---------------------------------- | --- |
| 2022年5月21日 | 革命的レイメイ                       | 革命的レイメイ                     | コミックス『もののがたり』とコラボPV挿入歌                                                                                   |
| 2025年5月14日 | 空蝉に鳴る                           | 空蝉に鳴る                         | スマートフォン向けゲーム『もののがたり～異界ノ契～』オリジナル主題歌                                                         |
| 2025年6月23日 | キミのイチ推しありますか / Ruby Ruby | キミのイチ推しありますか Ruby Ruby | オリジナルIP『LINK TRAVELERS』の第2弾イメージ・ソング ショート・サイズと6人で歌唱しているフル・サイズの2ヴァージョンでの配信 |

### 楽曲詳細
| タイトル                                 | 作詞                           | 作曲                                    | 編曲                                      | 推奨カラー | 備考                                          |
| ---------------------------------------- | ------------------------------ | --------------------------------------- | ----------------------------------------- | ---------- | --------------------------------------------- |
| ACE of WANDS                             | 安藤紗々                       | 内藤英雅                                | 中野雄太                                  | 青         |                                               |
| 1・2・3!                                 | 金子麻友美                     | 久下真音                                | 久下真音                                  | ピンク     |                                               |
| カンパネラ響く空で                       | 安藤紗々                       | 高田暁                                  | 高田暁                                    | 水色       |                                               |
| キミトナラ                               | 安藤紗々                       | 中野雄太                                | 中野雄太                                  | 橙色       |                                               |
| Re:JUDGEMENT                             | 藤本記子                       | 三好啓太                                | 三好啓太                                  | 赤         | Vo：桜野羽咲・花宮ハナ・佐々木麻衣            |
| 新・Fairytale                            | 安藤紗々                       | 武田将弥                                | 武田将弥                                  | 白         | Vo：空野青空・相田詩音・天野ひかる            |
| ヒトリガタリ                             | 久下真音                       | 久下真音                                | 久下真音                                  | 紫         |                                               |
| 夢で世界を変えるなら                     | Q-MHz                          | Q-MHz                                   | Q-MHz eba                                 | 緑         |                                               |
| 天運ヘキサグラム                         | 分島花音                       | 草野華余子                              | 中山真斗                                  | 紫         |                                               |
| Dawn of the Future                       | 志村真白                       | 志村真白                                | 志村真白                                  | 橙色       |                                               |
| TWO of WANDS                             | 久下真音                       | 久下真音                                | 久下真音                                  | 青         |                                               |
| Hello True my heart                      | 久下真音                       | 久下真音                                | 久下真音                                  | 白         | 大アルカナ「愚者」モチーフ                    |
| たゆたえ、七色                           | 田淵智也                       | 草野華余子                              | 堀江晶太 宮野幸子（ストリングスアレンジ） | 白         |                                               |
| 星影のファンタジア                       | 志村真白                       | 志村真白                                | 志村真白                                  | 黄色       |                                               |
| きっと、その未来にたどり着くから。       | 安藤紗々                       | 吉岡大地                                | 秋浦智裕                                  | 白         | 大アルカナ「女教皇」モチーフ                  |
| Ophelia                                  | 安藤紗々                       | 石濱翔                                  | 石濱翔                                    | 赤         | 大アルカナ「塔」モチーフ                      |
| ドンケア                                 | 久下真音                       | 久下真音                                | 久下真音                                  | 青         |                                               |
| とめどない潮騒に僕たちは何を歌うだろうか | 田淵智也                       | 草野華余子                              | 堀江晶太 宮野幸子（ストリングスアレンジ） | 青         |                                               |
| 迷わないConquest                         | 安藤紗々                       | 中野領太                                | 中野領太                                  | 赤         | 大アルカナ「戦車」モチーフ                    |
| Ace Of Pentacles                         | 久下真音                       | 久下真音                                | 久下真音                                  | 紫         |                                               |
| 春色ストーム                             | nozomi*                        | Ryota Nakai FUNK UCHINO さいとう涼      | Ryota Nakai さいとう涼                    |            | 『推しが隣で授業に集中できない!』新刊発売記念 |
| 革命的レイメイ                           | 安藤紗々                       | 神田ジョン                              |                                           | 赤         | 『もののがたり』第14巻発売記念                |
| ヒトナツ・コンプレックス                 | nozomi*                        | Toshiya Hosokawa FUNK UCHINO さいとう涼 | Toshiya Hosokawa さいとう涼               |            | 『推しが隣で授業に集中できない!』新刊発売記念 |
| 快晴のエスタリスタ                       | 田淵智也                       | 草野華余子                              | 堀江晶太 宮野幸子（ストリングスアレンジ） | 白         |                                               |
| 慟哭のトルメンタ                         | 草野華余子                     | 草野華余子                              | 中山真斗                                  | 赤         |                                               |
| the Sunlight                             | 志村真白                       | 志村真白                                | 志村真白                                  | 黄色       |                                               |
| Echochrome                               | 久下真音                       | 久下真音                                | 久下真音                                  | 白         |                                               |
| ユリイカ                                 | 中山真斗                       | 中山真斗                                | 中山真斗                                  | 緑         |                                               |
| 厭世的ストレングス                       | ZAQ                            | ZAQ                                     | ZAQ・タカハシヒビキ                       |            |                                               |
| ナニモノローグ                           | 桜野羽咲                       | 久下真音                                | 久下真音                                  |            |                                               |
| アイレ                                   | 堀江晶太                       | 堀江晶太                                | 堀江晶太                                  |            |                                               |
| メビウス                                 | 常楽寺澪                       | YUU for YOU 小久保祐希                  | YUU for YOU                               |            |                                               |
| ときめく夜は、わたしから                 | nobara kaede                   | Aira（Dream Monster）                   | Aira（Dream Monster）                     |            |                                               |
| メラメラ                                 | 佐伯youthK                     | 佐伯youthK                              | 佐伯youthK                                |            |                                               |
| You are Peace!! feat. ユピー             | TECHNOBOYS PULCRAFT GREEN-FUND | TECHNOBOYS PULCRAFT GREEN-FUND          | TECHNOBOYS PULCRAFT GREEN-FUND            |            |                                               |
| 未確認シークレット                       | 涼木シンジ（KEYTONE）          | 涼木シンジ（KEYTONE）                   | 涼木シンジ（KEYTONE）                     |            |                                               |
| ミチカケ                                 | 佐伯youthK                     | 佐伯youthK                              | 佐伯youthK                                |            |                                               |
| ハシロウ                                 | 佐伯youthK                     | 佐伯youthK                              | 佐伯youthK                                |            |                                               |
| 硝子玉の世界                             | ねりきり                       | ねりきり                                | ねりきり                                  |            |                                               |
| 空蝉に鳴る                               | 吾龍                           | 神田ジョン                              | 神田ジョン                                |            |                                               |
| キミのイチ推しありますか                 | 涼木シンジ（KEYTONE）          | 涼木シンジ（KEYTONE）                   | 涼木シンジ（KEYTONE）                     |            |                                               |
| Ruby Ruby                                | 新谷風太                       | 涼木シンジ（KEYTONE）                   | 涼木シンジ（KEYTONE）                     |            |                                               |

## タイアップ
| 楽曲                                     | タイアップ                                                           | 収録作品                                                 |
| ---------------------------------------- | -------------------------------------------------------------------- | -------------------------------------------------------- |
| カンパネラ響く空で                       | テレビアニメ『モンスター娘のお医者さん』主題歌                       | 1stシングル『カンパネラ響く空で』                        |
| 夢で世界を変えるなら                     | テレビアニメ『回復術士のやり直し』エンディングテーマ                 | 2ndシングル『夢で世界を変えるなら』                      |
| たゆたえ、七色                           | テレビアニメ『白い砂のアクアトープ』第1クール主題歌                  | 3rdシングル『たゆたえ、七色』                            |
| とめどない潮騒に僕たちは何を歌うだろうか | テレビアニメ『白い砂のアクアトープ』第2クール主題歌                  | 4thシングル『とめどない潮騒に僕たちは何を歌うだろうか』  |
| 春色ストーム                             | 講談社モーニング KC『推しが隣で授業に集中できない!』5巻発売記念      | YouTubeにて公開                                          |
| ヒトナツ・コンプレックス                 | 講談社モーニング KC『推しが隣で授業に集中できない!』6巻発売記念      | YouTubeにて公開                                          |
| 革命的レイメイ                           | コミックス『もののがたり』コラボPV挿入歌                             | 配信限定シングル『革命的レイメイ』                       |
| 恋衣                                     | テレビアニメ『もののがたり』第一章オープニングテーマ                 | 5thシングル『恋衣』                                      |
| ユリイカ                                 | テレビアニメ『SYNDUALITY Noir』第1クールエンディングテーマ           | 6thシングル『ユリイカ』                                  |
| アイレ                                   | テレビアニメ『SYNDUALITY Noir』第2クールオープニングテーマ           | 7thシングル『アレイ』                                    |
| メラメラ                                 | 特撮テレビドラマ『ウルトラマンアーク』前期エンディングテーマ         | 8thシングル『メラメラ』                                  |
| ミチカケ                                 | 特撮テレビドラマ『ウルトラマンアーク』後期エンディングテーマ         | 9thシングル『ミチカケ』                                  |
| ミチカケ                                 | BS11『アニゲー☆イレブン!』2024年12月度エンディングテーマ             | 9thシングル『ミチカケ』                                  |
| 空蝉に鳴る                               | スマートフォン向けゲーム『もののがたり～異界ノ契～』オリジナル主題歌 | 配信限定シングル『空蝉に鳴る』                           |
| キミのイチ推しありますか / Ruby Ruby     | オリジナルIP「LINK TRAVELERS」の第2弾イメージ・ソング                | 配信限定シングル『キミのイチ推しありますか / Ruby Ruby』 |

## メディア出演

### ラジオ
- ARCANA PROJECTの〜今からラジオで起きる奇跡〜（2021年4月3日 - 2025年3月29日、FM FUJI）
- 草野華余子とARCANA PROJECTの"相思相愛レディオ"（2023年10月3日 - 2024年9月24日、interfm）
- ANISON EXPO Supported by Bandai Namco Music Live（2024年12月7日 - 28日、TOKYO FM）- 12月度パーソナリティ[59]
- ARCANA PROJECTの好きなことアルカナ?（2025年4月8日 - 、FM福岡）- 毎月第2火曜日『あにぺろ』番組内のミニコーナー[60]